# جيمي هاريس (لاعب كرة قدم أمريكية أمريكي)
جيمي هاريس (بالإنجليزية: Jimmy Harris)‏ هو لاعب كرة قدم أمريكية أمريكي، ولد في 18 سبتمبر 1946 في براونوود في الولايات المتحدة.